# Скарлетт (мінісеріал)
«Скарлетт» (англ. Scarlett) — американський чотирисерійний телевізійний фільм 1994 року за однойменним романом Александри Ріплі.

## Сюжет
Скарлетт О'Гара — головна героїня роману Александри Ріплі «Скарлетт», який є продовженням роману Маргарет Мітчелл «Віднесені вітром», і серіалу, знятого за мотивами цієї книги. Після знаменитої фрази «Я подумаю про це завтра», вимовленої у фіналі «Звіяних вітром», життя Скарлетт триває. Після смерті подруги Мелані Вілкс, Скарлетт зрозуміла, що Ешлі Вілкс їй не потрібен. Під час похорону Ешлі спробував кинутися за Меллі в могилу. Скарлетт завадила йому, обійнявши його, чим обурила все світське товариство Атланти. Колишні знайомі уникають її після цього інциденту, підозрюючи, що Скарлетт хоче стати новою місіс Ешлі Вілкс.
Скарлетт їде на батьківщину, в Тару, де її сестра Сью-Елен живе з чоловіком і дітьми. Там, дізнавшись, що Маммі помирає, Скарлетт терміново телеграфує Ретту з проханням приїхати. Перед смертю Маммі просить Ретта не залишати Скарлетт, і він обіцяє. Але пізніше, коли він залишається наодинці з дружиною, то відмовляється від своїх слів і наполягає на розлученні. Вони сваряться і Ретт від'їжджає. Сью-Елен все ще не може пробачити Скарлетт за те, що колись давно та вийшла заміж за Френка Кеннеді. Вона повідомляє сестрі, що третя частина Тари, що дісталася в спадок Керрін, тепер належить монастирю.
Скарлетт їде до Атланти і там, на маскараді, зустрічається з Реттом. Після балу вони разом повертаються додому, і Скарлетт знову робить спробу поновити їхні стосунки, але Ретт їй відмовляє. Ретт Батлер їде до матері у Чарлстон. А Скарлетт, скориставшись запрошенням своїх чарлстонських тіток, їде за ним. Там її тепло зустрічає мати Ретта, яка щиро любить невістку. Ретт навпаки, зустрічає Скарлетт холодно і наполягає на її від'їзді з Чарлстона. Але наполеглива Скарлетт домагається від Ретта прихильного ставлення в обмін на швидкий від'їзд відразу після останнього балу сезону і обіцянку дати розлучення. Після останнього балу Скарлетт просить покатати її на яхті Ретта, під час морської прогулянки їхнє судно зазнає аварії, вони рятуються і стають близькими. Але на ранок Ретт кається в тому, що сталося між ними вночі і терміново їде, залишивши Скарлетт лист з вибаченнями і нагадуванням про їхній договір. Скарлетт дізнається, що вона вагітна, і їде до свого дідуся в Саванну. Там вона знайомиться зі своїми родичами з боку батька. Також в Савані вона викуповує частку Керрін у монастиря. Отримавши від чоловіка повідомлення про розлучення, Скарлетт злиться і вирішує не повідомляти йому про їхню майбутню дитину, після чого відбуває на батьківщину Джеральда — до Ірландії.
В Ірландії Скарлетт усі вважають вдовою, правду про її розлучення знає тільки кузен Колум, священик. Скарлетт викуповує старий маєток родини О'Гара, Балігару, і розпочинає відновлювальні роботи. У ніч на Геловін Скарлетт отримує лист зі звісткою про одруження Ретта з Анною Гемптон, і цієї ж ночі вона народжує дівчинку. Молода жінка не впадає у відчай і вирішує сама виховувати доньку, Кеті Колум О'Гара, названу на честь кузена-священика. Після народження дочки Скарлетт починає тісно спілкуватися з колишнім власником Балігари, англійцем лордом Річардом Фентоном.
Через рік Скарлетт і Ретт випадково зустрічаються в Ірландії на ярмарку, куди Ретт приїхав разом з Анною за новими кіньми. Скарлетт мовчить про те, що у неї є донька, і просить Ретта не афішувати, що він її колишній чоловік. Ретт погоджується, вважаючи, що це навіть дуже весело, побути примарою. Незабаром вони знову зустрічаються в будинку спільних друзів, на лисячому полюванні. Захопившись полюванням, Скарлетт падає з коня. Прокинувшись в гостьовій спальні, вона виявляє біля себе Анну, яка повідомляє, що у них з Реттом скоро буде дитина. Скарлетт негайно залишає полювання і повертається додому. З Тари приходить лист, що у Сью-Елен важкі ускладнення після пологів і що вона на межі смерті. Скарлетт негайно вирушає до Тари. І поки Сью-Елен йде на поправку, Скарлетт розпродає все своє майно в Атланті, тому що її будинок тепер в Ірландії, і повертатися сюди вона не має наміру. Скарлетт і Сью-Елен, нарешті, забувають старі образи. Тару вона дарує Сью-Елен, за умови що вони з чоловіком повернуть маєтку колишню славу і довоєнний вигляд. Закінчивши всі справи, Скарлетт повертається до Ірландії.
Незабаром Анна Гемптон Батлер помирає від жовтої гарячки, не встигнувши народити дитину. Ретт стає вдівцем. Через деякий час Річард Фентон запрошує Скарлетт до Англії, де її представляють королівській родині. Скарлетт все ближче спілкується з Фентоном. Однак Фентон є таємним збоченцем і садистом. Він регулярно гвалтує свою служницю Мері, яка вагітніє від нього. Фентон представляє Скарлетт своїй родині, але через якийсь час вона вирішує припинити їхні стосунки. Тоді він нападає на неї в її ж будинку, б'є і гвалтує. Поки Скарлетт непритомна, Мері, служниця Фентона, яку Скарлетт привезла з собою до Англії, вбиває його і втікає. Скарлетт звинувачують у вбивстві, їй загрожує шибениця. Вона відправляє доньку назад до Ірландії. Ретт, дізнавшись що Скарлетт потрапила під суд, негайно вирушає до Англії. Під час відвідин у в'язниці, Скарлетт розповідає Ретту про Кеті Колум. Ретт вірить, що Скарлетт не вбивала Фентона, і намагається їй допомогти. Він знаходить Мері, яка потім знову втікає. У день судового слухання Мері сидить в залі суду, як звичайний глядач. Але коли Скарлетт зачитують смертний вирок, Мері не витримує і зізнається у всьому. Скарлетт звільняють. Після пережитого Скарлетт з Реттом їдуть до Ірландії, де Скарлетт знайомить Кеті з її татом. Ретт щасливий, що у них є донька, але він злиться на колишню дружину за те, що та стільки років приховувала це. Скарлетт намагається повернути їхні колишні стосунки, і незабаром Ретт здається, розуміючи, що вони завжди кохали один одного.

## В ролях
- Джоанн Воллі-Кілмер — Скарлетт О'Гара Батлер
- Тімоті Далтон — Ретт Батлер
- Шон Бін — лорд Річард Фентон
- Стівен Коллінз — Ешлі Вілкс
- Аннабет Гіш — Анна Гемптон Батлер
- Естер Роллі — Маммі
- Джулі Гарріс — Елеонора Батлер
- Джон Гілгуд — П'єр Робіяр
- Колм Міні — отець Колум О'Гара
- Джин Смарт — Саллі Брютон
- Мелісса Лео — Сью-Елен О'Гара Бентін
- Рей Маккіннон — Вілл Бентін
- Енн-Маргрет — Белль Вотлінг
- Барбара Беррі — Поліна Робіяр
- Елізабет Вілсон — Елалі Робіяр
- Браян Бедфорд — сер Джон Морланд
- Пол Вінфілд — Великий Сем
- Джордж Гріззард — Генрі Гамільтон
- Елен Барнс — міс Піттіпет Гамільтон
- Піппа Гард — Індія Вілкс
- Девід Келлі — Гел Портер
- Тіна Келледжер — Мері Бойл
- Розалін Лінен — місіс Фіцпатрік
- Рейчел Доулінг — Бріді О'Гара
- Дороті Тутін — леді Фентон
- Генрі Реймонд — Деніел О'Гара
- Рут Маккейб — Кетлін О'Гара
- Аніта Рівз — Морін О'Гара
- Джулі Гамільтон — Кеті-Колум О'Гара
- Ейпріл О'Шонессі — Кеті-Колум О'Гара
- Рональд Пікап — Вітлок
- Ракі Айола — Пансі
- Чарльз Грей — суддя

## Саундтрек
Спеціально для серіалу гуртом Nazareth перевидана композиція «Love hurts».

## Відмінності від роману
Екранізація має суттєві відмінності від роману А. Ріплі, в основному це стосується другої частини (3 і 4 серії) фільму. У романі персонаж Люк Фентон грає дуже другорядну роль. Сюжет будується навколо громадянських повстань за незалежність Ірландії, під удар яких потрапляє Скарлетт як власниця великого маєтку і прилеглих земель, яка товаришує з англійцями. У книзі маєток Балігара повністю спалено і він не може слугувати Скарлетт і Ретту домівкою. Фентона у книзі ніхто не вбиває, вони зі Скарлетт просто розривають стосунки. Скарлетт залишається на волі, врятована Реттом не від слідства, а від розлючених селян.